# Třída Helsinki
Třída Helsinki je třída raketových člunů Finského námořnictva. Celkem byly postaveny čtyři jednotky této třídy. Do služby byly přijaty v letech 1981–1986. První dvě jednotky byly vyřazeny v roce 2002, zatímco druhý pár zakoupilo pro své námořnictvo roku 2008 za symbolickou cenu Chorvatsko.

## Pozadí vzniku
V letech 1980–1985 postavila loděnice Wärtsilä v Helsinkách celkem čtyři jednotky této třídy – Helsinki, Turku, Oulu a Kotka.
Jednotky třídy Helsinki:
| Jméno         | Spuštěna | Vstup do služby | Status                                                     |
| ------------- | -------- | --------------- | ---------------------------------------------------------- |
| Helsinki (60) | 1980     | 1. září 1981    | vyřazen 2002                                               |
| Turku (61)    | 1985     | 1. června 1985  | vyřazen 2002                                               |
| Oulu (62)     |          | 1. října 1985   | v říjnu 2008 jej získalo Chorvatsko jako RTOP-41 Vukovar   |
| Kotka (63)    |          | 16. června 1986 | v říjnu 2008 jej získalo Chorvatsko jako RTOP-42 Dubrovnik |

## Konstrukce

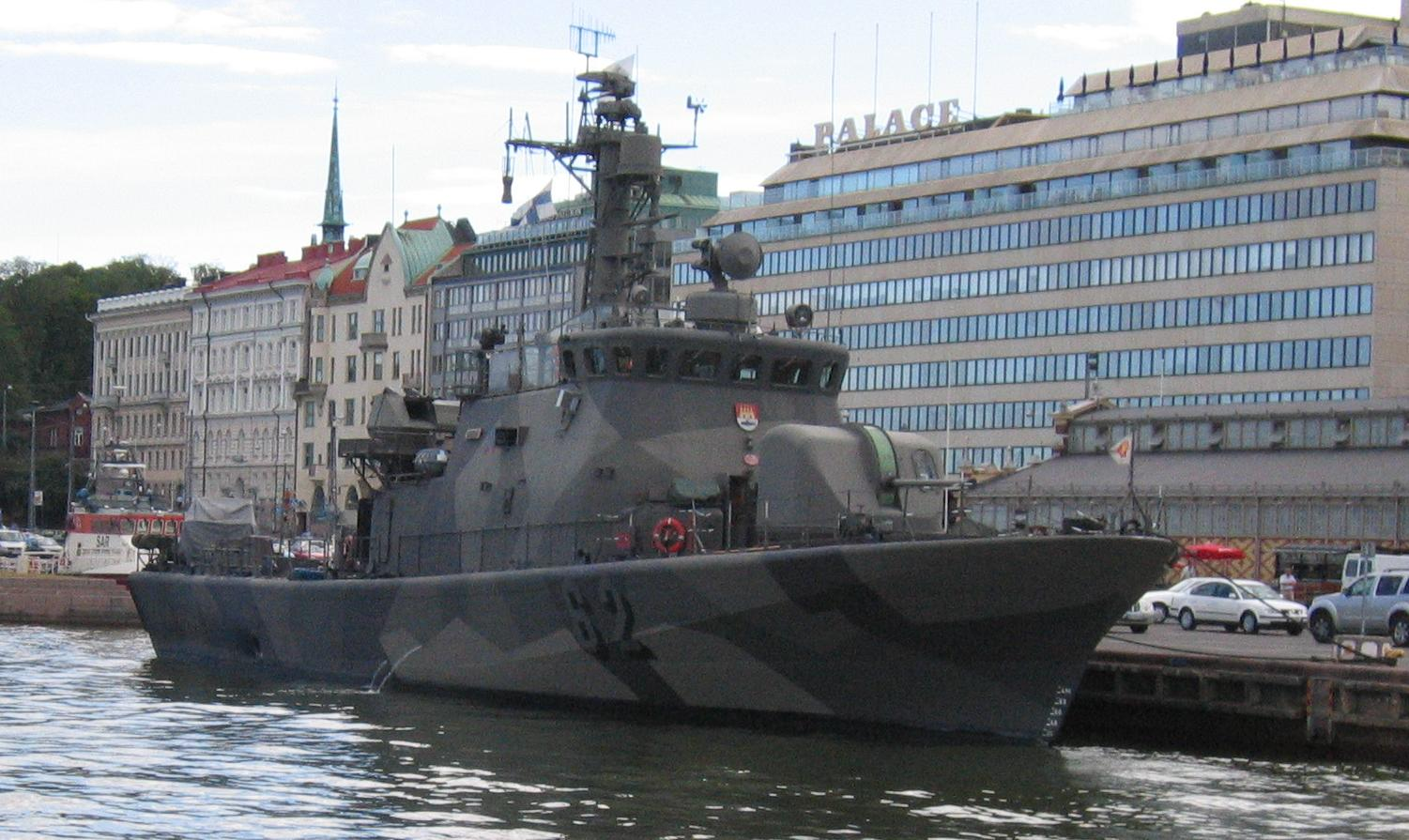
Oulu (62)

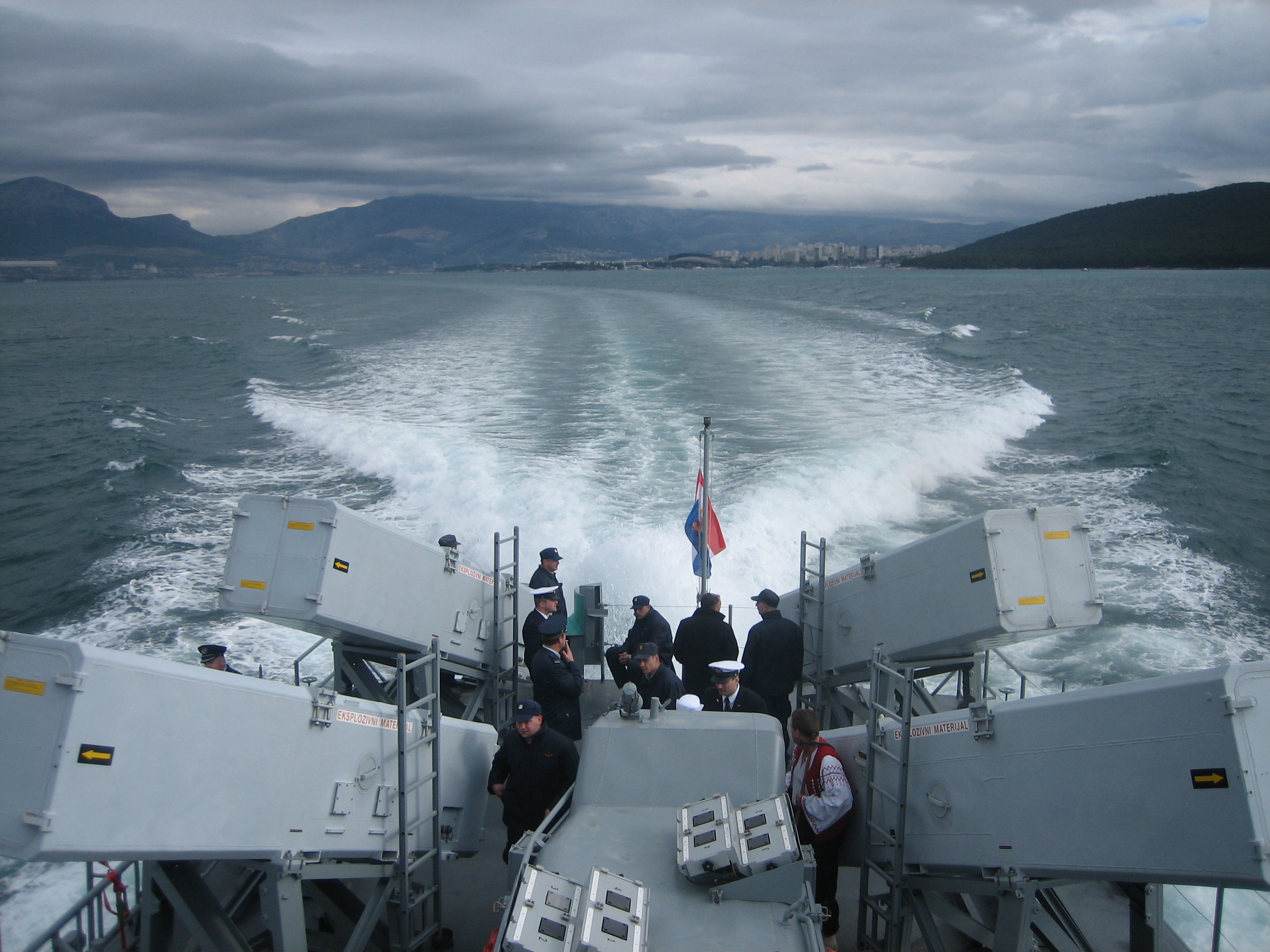
RTOP-41 Vukovar

Výzbroj člunů tvoří jeden dvouúčelový 57mm kanón Bofors L/70 v příďové dělové věži, dva 23mm protiletadlové dvojkanóny ve věžičkách v zadní části nástavby a čtyři dvojnásobné vypouštěcí kontejnery švédských protilodních střel RBS-15. Pohonný systém tvoří pouze tři diesely MTU 16V 538 TB92. Nejvyšší rychlost dosahuje 32 uzlů.

## Služba
Dne 19. září 2019 byl raketový člun Vukovar (ex Oulu) poškozen požárem. V té době procházel údržbou v loděnici Iskra v Šibeniku. Tři osoby byly hospitalizovány kvůli otravě kouřem.